# 阿洛维尔
阿洛维尔（法語：Halloville，法語發音：[alɔvil]）是法国默尔特-摩泽尔省的一个市镇，属于吕内维尔区。

## 地理
阿洛维尔（48°33'15"N, 6°51'40"E）面积3.93 平方千米，位于法国大東部大區默尔特-摩泽尔省，该省份为法国东北部内陆省份，是洛林的一部分，北邻比利时、卢森堡，北起顺时针与摩泽尔省、下莱茵省、孚日省和默兹省接壤。
与阿洛维尔接壤的市镇（或旧市镇、城区）包括：昂塞尔维莱、巴尔巴、阿尔布埃、蒙特勒、诺尼尼。

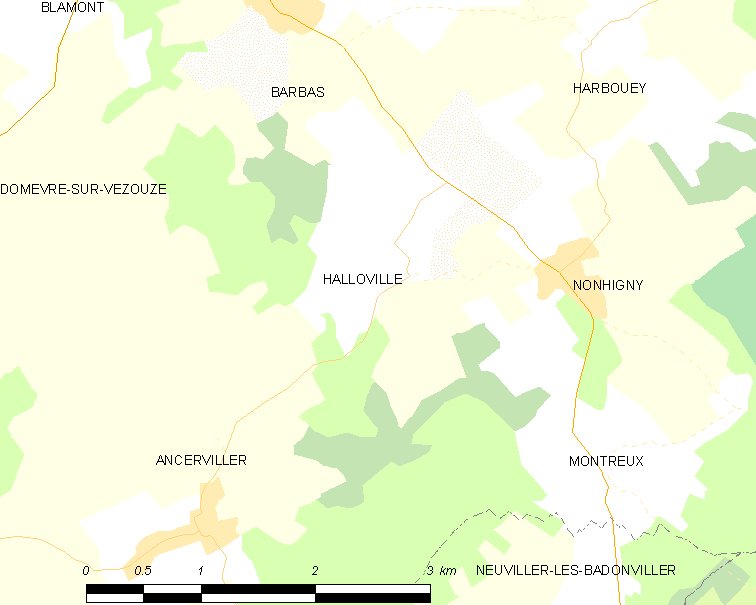
阿洛维尔的OSM定位图

阿洛维尔的时区为UTC+01:00、UTC+02:00（夏令时）。

## 行政
阿洛维尔的邮政编码为54450，INSEE市镇编码为54246。

## 政治
阿洛维尔所属的省级选区为巴卡拉县。

## 人口

1962-2008年间阿洛维尔人口变化图示

阿洛维尔于2022年1月1日时的人口数量为65人。